# Life (album, Ricky Martin)
Life je osmé album portorického zpěváka Rickyho Martina, které vyšlo v nejprve Evropě 10. října, v USA 11. října a 19. října v Japonsku. Vydáno u nahrávací společnosti Columbia Records.

## Seznam skladeb
1. „Til I Get to You“ – 4:56
2. „I Won't Desert You“ – 3:49
3. „I Don't Care“ – 3:48
4. „Stop Time Tonight“ – 4:00
5. „Life“ – 4:07
6. „I Am“ – 3:31
7. „It's Alright“ – 3:31
8. „Drop It on Me“ – 3:54
9. „This Is Good“ – 3:35
10. „Save the Dance“ – 4:04
11. „Qué Más Da (I Don't Care)“ – 3:29
12. „Déjate Llevar (It's Alright - Spanish)“ – 3:34